# Стренгнес
Стренгнес (на шведски: Strängnäs) е град в източната част на централна Швеция, лен Сьодерманланд. Главен административен център на едноименната община Стренгнес. Разположен е на южния брега на езерото Меларен. Намира се на около 90 km на запад от столицата Стокхолм и на около 100 km на север от Нюшьопинг. Получава статут на град през 1336 г. Има крайна жп гара и малко пристанище. Населението на града е 12 856 жители според данни от преброяването през 2010 г.